# Frederick Steiwer
Frederick Steiwer (Jefferson, 1883. október 13. – Washington, 1939. február 3.) az Amerikai Egyesült Államok szenátora (Oregon, 1927–1938).